# Marcus Cominius Secundus
Marcus Cominius Secundus war ein im 2. Jahrhundert n. Chr. lebender römischer Politiker.
Aus einer Inschrift, die auf 142/144 datiert wird, geht hervor, dass Secundus Legatus legionis der Legio V Macedonica war. Durch Militärdiplome, die auf den 9. Oktober 148 und den 1. August 150 datiert sind, ist belegt, dass er von 148 bis 150 Statthalter (Legatus Augusti pro praetore) der Provinz Pannonia inferior war. Durch weitere Diplome, die z. T. auf den 24. September 151 datiert sind, ist belegt, dass er 151 zusammen mit Lucius Attidius Cornelianus Suffektkonsul war; die beiden traten ihr Amt vermutlich am 1. Juli des Jahres an.